# Selos postais e história postal do Afeganistão
Os selos postais do Afeganistão, bem como sua história postal, não eram considerados organizados até o final do século XIX. Antes desta época, o serviço postal era realizado por courier público, em nome do Emir, courier governamentais, em nome de membros do governo, e por mensageiros particulares.

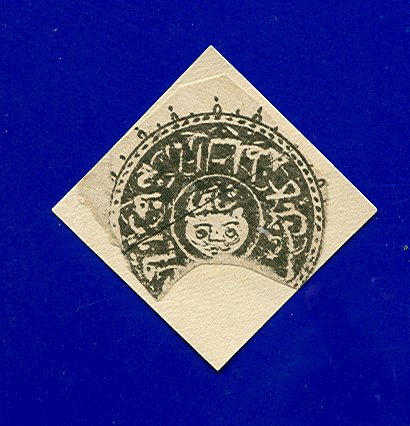
Selo categorizado como «Kabulistán».

## História
Os primeiros selos postais do Afeganistão surgiram em 1871, após uma reorganização de seu sistema postal. Esses selos tinham um formato arredondado, não denteados, e eram impressos na cor preta, em que figurava, de forma rudimentar, uma cabeça de leão (Sher significa leão na língua dari, uma variante da língua persa), cercado por inscrições em árabe que especificavam uma das três denominações. Os primeiros colecionadores referiram-se, de forma incorreta, a essas figuras como cabeças de "tigre", porque Sher significa “tigre” em híndi, contudo essa língua não é falada no Afeganistão. O cancelamento era realizado cortando-se ou se rasgando um pedaço do selo. De emissões inicialmente grandes, os selos foram mantendo um mesmo design básico, mas foram se tornando menores a cada ano, com o último sendo emitido em 1878. A partir de 1876, os selos foram impressos em cores diferentes e cada cor correspondia a cada uma das principais agências dos correios na rota Pexauar-Cabul-Colme. Cada formato foi impresso individualmente em uma folha, fazendo com que os selos variassem consideravelmente de aspecto. Muitas das emissões de Sher Ali encontram-se disponíveis, porém algumas delas podem ser negociadas por centenas de dólares.

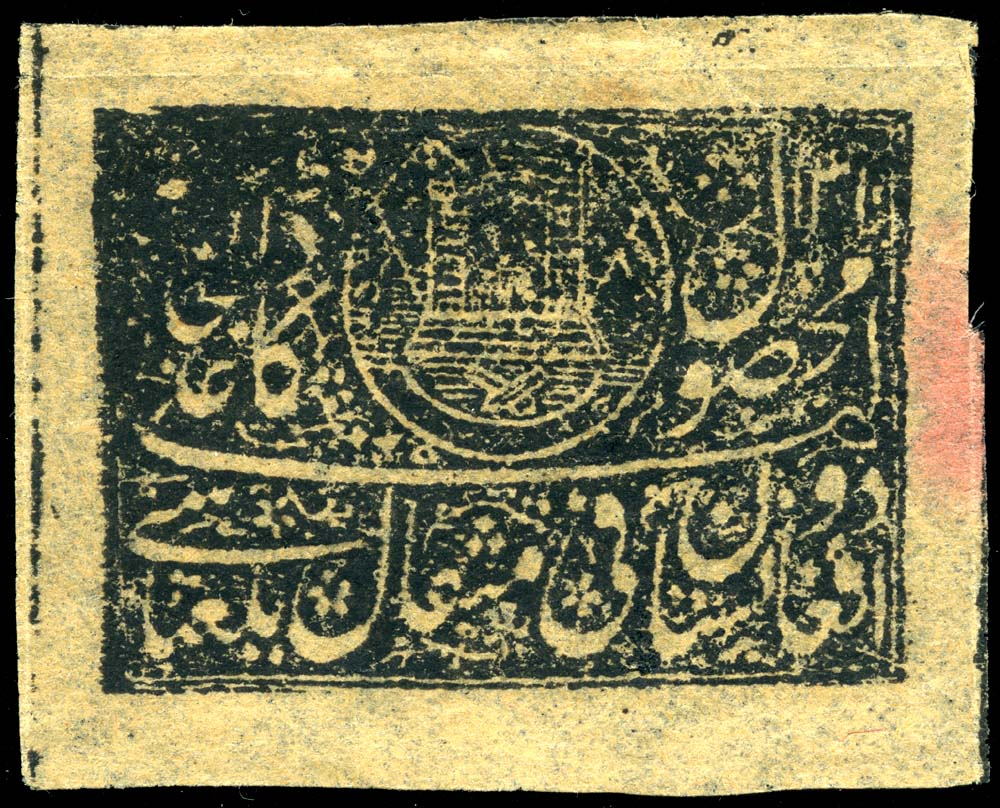
Selo de 1892.

Com a derrota de Xer Ali Cã pelos britânicos, Abdur Rahman foi conduzido ao trono em 1880. No ano seguinte, por conta deste fato, novos selos, também na forma arredondada, mas com inscrições no seu corpo ao invés da cabeça de leão, ingressaram no país. A era de formatos arredondados terminou em 1891, dando lugar às emissões retangulares para o Reino do Afeganistão. Foram elaborados três formatos com textos totalmente em árabe e impressos na cor azul ardósia. A emissão de 1892 trazia uma mesquita com canhões cruzados e foi impressa na cor preta em papel. Pelo menos dez cores diferentes de papel eram usadas, e havia vários sombreados também, embora todas as cores possuíssem o mesmo valor. Emissões de 1894 e 1898 traziam variações nos detalhes do formato.
Os selos emitidos em 1907 apresentavam uma mesquita por inteiro, enquanto que, no ano de 1909, a mesquita aparecia dentro da estrela de oito pontas.

## Independência
A primeira emissão de selos após a independência ocorreu em 24 de agosto de 1920 e trazia a estrela real do rei Amanullah Khan. As três denominações também foram as primeiras a utilizar caracteres latinos para os números, bem como a língua árabe. A partir de 1924, pelo menos um selo era emitido em fevereiro de cada ano para comemorar a independência, costume que se manteve – com algumas interrupções – até a década de sessenta.
O Afeganistão uniu-se à União Postal Universal em 1928. Anteriormente a este fato, para se realizar uma postagem internacional era necessário requerer selos da Índia britânica. Em 1927, surgiram as primeiras letras latinas em um selo afegão, com a inscrição “FRANQUIA AFEGÃ”. Esta inscrição passou a ser escrita em francês, “POSTES AFGHANES” no ano de 1928, permanecendo desta forma (com algumas alterações, como a ocorrida na emissão de 1939) até o ano de 1989.

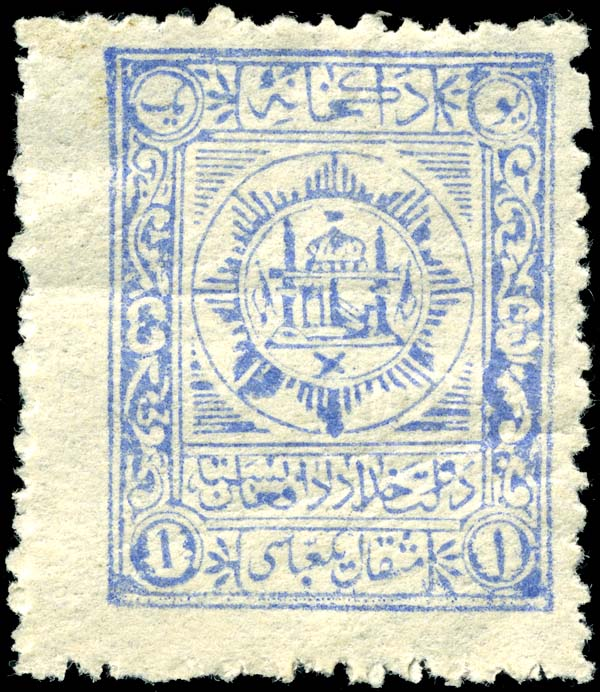
Selo de 1909.

Os selos afegãos dos anos 30 e 40 traziam assuntos do cotidiano, com grandes espaços em branco em seu modelo. As emissões base de 1951 foram finalmente impressas por Waterlow and Sons, e muitas delas representando vários retratos de Mohammed Zahir Shah.
Um grande número de selos do Afeganistão surgiu na década de sessenta. Como a Autoridade postal Afegã emitiu alguns selos bem abaixo do número mínimo da franquia, tal passo foi considerado um esquema para se fazer dinheiro de colecionadores de selos.
As emissões de da década de sessenta não foram consideradas notáveis. A partir da metade dos anos 80, muitas das emissões foram claramente produzidas para serem vendidas a colecionadores ocidentais como, por exemplo, a série de navios de 1986 não é considerada especialmente relevante para um país sem litoral.

## Guerra civil e era atual

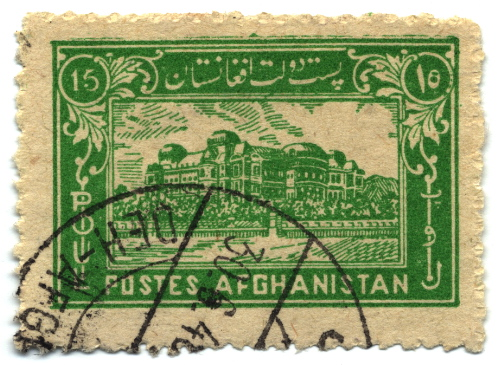
Casa do Parlamento, 1939.

A interrupção do governo no final dos anos oitenta e início dos anos 90, devido à guerra civil e o regime Talibã levou à suspensão da emissão de selos entre os anos 1989 e 2001, quando o regime Talibã foi derrocado e a Autoridade Postal Afegã retomou as operações de serviços postais. Durante este período, muitos selos não oficiais foram emitidos e distribuídos, os quais foram recusados pelo serviço postal do Afeganistão.
A primeira emissão após o hiato ocorreu em maio de 2002 com o selo trazendo Ahmad Shah Masoud, um general militar e herói nacional que defendeu o Afeganistão contra a União Soviética nos anos 80 e, mais tarde, encabeçou um movimento de resistência contra o regime Talibã.

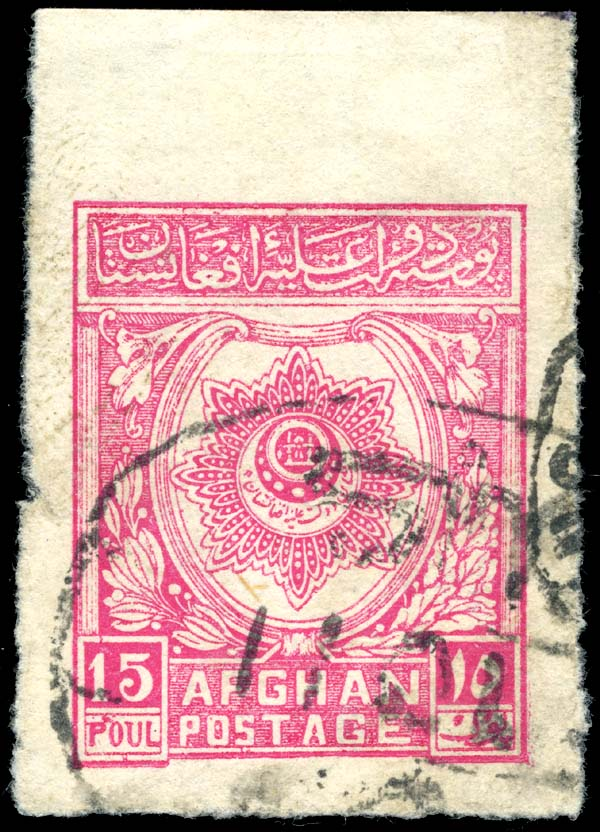
Selo não denteado de 1927, primeiro uso de letras romanas.